# قوز آل عدان (القطن)
'

تعديل مصدري - تعديل

قوز ال عدان هي إحدى قرى عزلة وادي سر بمديرية القطن التابعة لمحافظة حضرموت، بلغ تعداد سكانها 41 نسمة حسب تعداد اليمن لعام 2004.